# Orwell (язык программирования)
Orwell — небольшой функциональный язык программирования с ленивыми вычислениями, реализованный главным образом Мартином Расковским и впервые выпущенный Филиппом Уодлером в 1984 году, когда он работал научным сотрудником в группе по программированию, входящей в состав вычислительной лаборатории Оксфордского университета. Разработанный как бесплатная альтернатива Miranda, он был предшественником Haskell и был одним из первых языков программирования, который поддерживал понимание списков и сопоставление с образцом.
Название - дань уважения роману Джорджа Оруэлла «Тысяча девятьсот восемьдесят четвёртый», когда был выпущен язык программирования. В конце 1980-х и 1990-х годах, большинство вычислительных практических заданий для студентов, обучающихся на степень в математике и вычислениях в Оксфордском университете должны были быть завершены с использованием этого языка.